# Konga (Film)
Konga ist ein Tierhorrorfilm aus dem Jahr 1961. Der Film entstand in Zusammenarbeit des britischen Filmstudios Anglo-Amalgamated Productions und der US-amerikanischen Gesellschaft American International Pictures.

## Handlung
Der britische Botaniker Professor Decker kehrt mit einer sensationellen Entdeckung aus Uganda zurück ins Vereinigte Königreich. Decker hat ein Wachstumsserum entwickelt und will es an dem kleinen Schimpansen Konga ausprobieren. Decker und seine Assistentin Margaret injizieren dem Tier das Serum, woraufhin der Affe zu wachsen beginnt. Decker erahnt, welche Macht er nun gewinnen kann und will sich an allen seinen Gegnern rächen. Decker hypnotisiert Konga und schickt ihn aus, seine Konkurrenten zu töten. Beginnen soll er mit Foster, dem Dekan seiner Universität, der Decker wegen seines Umgangs mit der Presse getadelt hat. Außerdem soll Konga seinen Rivalen, den Botaniker Professor Tagore, und den Studenten Bob Kenton töten. Kenton ist der Freund der Studentin Sandra, in die sich Decker verliebt hat.
Margaret, die voller Eifersucht auf Sandra ist, injiziert Konga eine höhere Dosis. Konga wächst zu einem Affen von monströsem Ausmaß an. Konga dreht durch und setzt das Labor in Brand. Margaret kommt in den Flammen um. Konga ergreift Decker und stößt Sandra weg, die von einer fleischfressenden Pflanze gebissen wird. Der verwirrte Riesenaffe stampft mit Decker in seiner Hand durch London. Die Bevölkerung gerät in Panik, Konga beginnt in seiner Wut und Verwirrung, die Stadt zu zerstören.
Die britische Armee bezieht Stellung und beschießt das Monster mit Raketen und MG-Feuer. Voller Schmerz und Wut schleudert Konga den Professor in die Menge, was diesen das Leben kostet. Konga stürzt tödlich getroffen zu Boden und schrumpft zu seiner Originalgröße zurück.

## Kritiken
Das Lexikon des internationalen Films bezeichnete den Film als "abstruser Gruselfilm, dessen billige Machart und gedankliche „Schlichtheit“ fast schon wieder unterhalten."
Die Filmzeitschrift Cinema fand für die Produktion nur ein Wort: „Trashig.“
Das Magazin TimeOut London empfand den Film als plump, dumm und irrsinnig unterhaltsam.
Der TVGuide kritisierte die faden Darsteller, lobte hingegen jedoch die technischen Arbeiten.
Dennis Schwartz beschrieb auf seinem Online-Portal „Ozus’ World“ das Werk als köstlich einfältigen Monsterfilm für Liebhaber schauderhafter Filme.

## Hintergrund
Im März 1961 wurde der Film sowohl in Großbritannien als auch in den USA uraufgeführt. In Deutschland kam er am 13. Oktober 1961 in die Kinos.
In einer kleinen Nebenrolle als Student ist Steven Berkoff zu sehen.